# 威爾夫宮

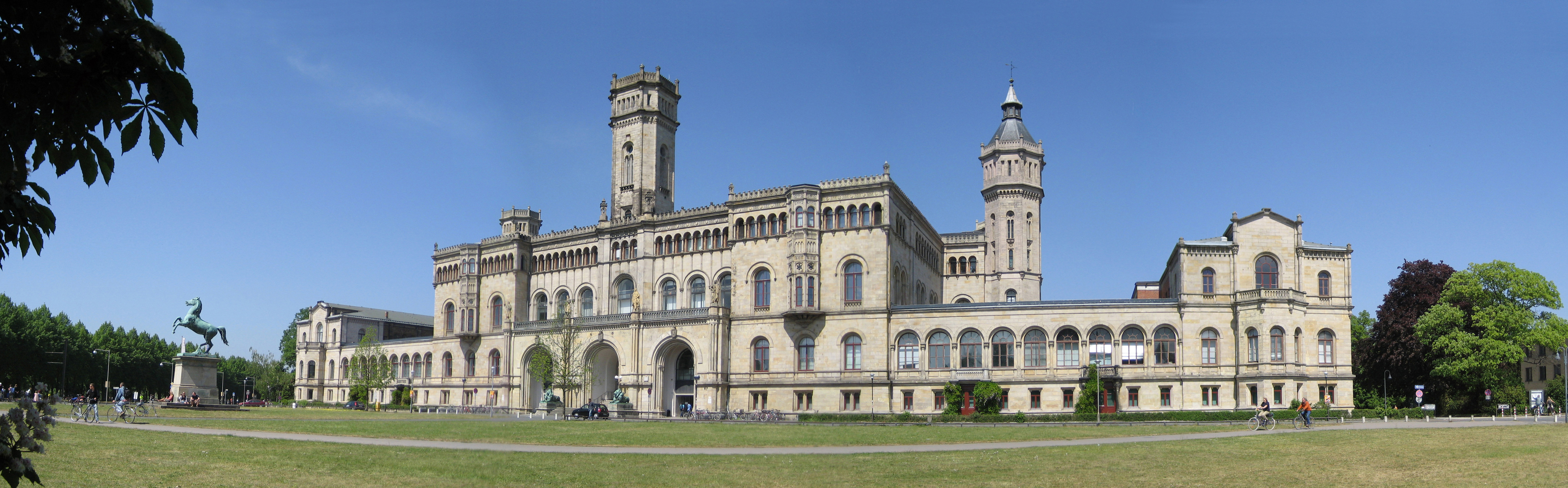
威爾夫宮

威爾夫宮（德語：Welfenschloss）是位於德國下薩克森州的一座建築。自1879年開始，威爾夫宮的建築由漢諾威大學使用。二戰期間威爾夫宮遭到空襲，但戰後得到修復和擴建。